# Frontière entre la Suisse et l'Union européenne
La frontière entre la Suisse et l'Union européenne est la frontière délimitant les territoires voisins sur lesquels la Suisse et les États-membres de l'Union européenne exercent leur souveraineté. Longue de 1 811 kilomètres depuis l'adhésion de l'Autriche à l'Union européenne en 1995, elle est constituée par les frontières entre la Suisse et l'Allemagne, l'Autriche, la France et l'Italie, soit les frontières germano-suisse, austro-suisse, franco-suisse et italo-suisse, respectivement.
Son tracé s'est constitué en 1957 par la création de la Communauté économique européenne avec le traité de Rome. La Suisse a intégré l'espace Schengen le 12 décembre 2008. Depuis 2011, le Corps des gardes-frontière participe à la surveillance des frontières extérieures de l'UE, qui est coordonnée par l'Agence européenne Frontex. 